# 飛鳥ももこ
飛鳥 ももこ（あすか ももこ）は、アニメ『おジャ魔女どれみ』シリーズの登場人物である魔女見習いの少女で、MAHO堂に所属する「おジャ魔女」の一人。担当声優は宮原永海。

## プロフィール
- 1990年（平成2年）5月6日生まれ、おうし座のAB型。
- お付きの妖精は「ニニ」。ギターの音がするポロンを使っている。
- 魔女見習い服の色は黄色[注 2]。
- 魔女の呪文は「ペルタンペットン パラリラポン」。マジカルステージでは「ペルタンペットン さわやかに」。
  - 第1期の見習い服・アイテムは、ニューヨーク時代で着用・使用している一方、第2期の見習い服・アイテムは一度も着用・使用していない（ロイヤルパトレーヌにもなっていない）[注 3]。
- ハナちゃんの小学生時代の架空の父親役である。
- 「おジャ魔女戦隊マジョレンジャー」ではマジョイエローを演じた。

## 来歴
一級建築士の父・建三、写真家の母・みのりの子供として、日本に生まれる。6歳（幼稚園生）から家族でアメリカのニューヨークで暮らしていた。小学5年生の時、父親の仕事の都合で帰国し、美空市美空町に転居。美空市立美空第一小学校の5年1組への編入を経て、6年1組に進級し、卒業まで過ごしたのち、再度ニューヨークへ渡って4年生になるまで通っていた地元の小・中一貫校に復学、今年（第6期の中で）の6月に卒業。
そして、日本に戻って来て県立美空高校へ通うこととなった。一年生の時は、どれみ・あいこらと同じ一年A組、二年生では、あいこと同じクラス、三年生に進級すると三年G組となった。

### 魔女見習いとして
アメリカに移住したばかりの頃は、英語が話せず孤立感を深めており、その時に出会ったパティシエのマジョモンローが優しく話しかけたことにより、現地の子供たちと仲を取り持ってくれたことから、彼女の店でお菓子作りの手伝いを始める。マジョモンローは、かつて魔女界の元老になることを誘われたが、「人間界でお菓子屋を開く」という夢を選んだ魔女だった。ももこが使う「ペルタンペットン パラリラポン」という魔女の呪文は、元々は彼女が魔女見習いになる前に、お菓子が美味しくなるお呪い（おまじない）としてマジョモンローから教えてもらったものである。
小学4年生の時、Elementary school（小学校）のバザーでの大成功を告げるために行った「MONROE'S MAGICAL SHOP（いわゆるニューヨークのMAHO堂）｣で、偶然にもマジョモンローの正体を知ってしまい、彼女を魔女ガエルにしてしまう。ももこは、彼女をもとに戻すために魔女の修行を始めた。しかしももこが帰日する直前に行われた1級試験に合格した直後、マジョモンローは「魔女」となったももこの姿を見ることなく、老衰のため魔女ガエルの姿のまま人間界で死去。ももこは禁断魔法でマジョモンローを生き返らせようとするが失敗し、水晶玉は割れてしまった。このことで魔女の資格を失ってしまうが、女王様の計らいにより、またどれみたちと一緒に魔女見習いになることができた。日本に来てからも、マジョモンローの一件が心の傷になっているが、どれみたちと一緒に克服していく。第3期のMAHO堂はお菓子屋となったため、お菓子製作の知識と経験を持つももこは貴重な存在となる。
第6期では、父の中国でのプロジェクトに伴って秋に日本へ戻ってくることが、物語冒頭の「同級会」でクラスメイト（旧6年1組）たちにどれみから告げられた。
なお、小説版での彼女の登場は第2巻冒頭となっており、どれみとあいこが学校のトイレ掃除をしている時、窓の外から声をかけられる。そこにいたのは、ホウキに跨り、宙に浮いている魔女見習いの姿のももこだった。
魔法グッズを売っていたMAHO堂は、ももこの得意のスゥイーツ作りを活かすため、帰国後翌日、女王様の魔法によってスゥイートハウスMAHO堂に改装された。このMAHO堂は高校卒業までの約2年半続いた後、ももこのフランス留学に伴って再び魔法グッズの店に戻ったが、スゥイートハウスにあったクッキングストーブだけはそのまま残っており、時折焼き菓子を作ってどれみたちに披露している。

## 人物

### 外見
黄色の髪の毛は二つの輪っか状にセットした通称「イカリング」（ドーナツ頭とも称される）にしており、そのセットにはどれみのそれに負けないほど怪しい機械を使用している模様（CDドラマにて、音のみ登場）。劇中では髪をおろした姿は一度も見せなかったが、トレーディングカードゲーム『おジャ魔女どれみCGC』のイラストによると、髪をおろしたときは外側に広がって伸びていたため少し癖がついているものの、ほとんどストレートヘアーとなっている。左耳にはマジョモンローの形見であるピアスを付けている。瞳の色は緑。
ドーナツ髪部分にラベンダー色の丸い髪留めと、前髪の分け目部分にはエメラルドグリーン色のヘアーピンをつけている。普段の服装は、腹部の開けた濃いオレンジ色のシャツとサスペンダー、白色のミニスカートを穿いている。
転校初日、クラスメイトの男子たちに「足がスラッとしていてモデルみたい」「本当にかわいい」と言われるほどの美少女。またあいこやオヤジーデなども、彼女をかわいいと評価している。
高校卒業後フランス留学の時には、周囲から中学生だと勘違いされていた（細身の体系のため、実年齢より若く見られたが、本人は歳相応の服装をしているとのことで若干不満気だった）。

### 性格
日本人の両親の間に生まれた日本人だが、イエス・ノーのはっきりしたアメリカナイズされた性格や言葉づかい。一人称は「私」。日本の環境に慣れるにつれて、強烈な天然ボケを発揮し始める。また彼女の直進的な行動が困難な状況を打破することも多々見られた。第4期はおとぼけ役がハナちゃんに移り、他のおジャ魔女同様、ハナのフォローをする立場になっていったが、帰国子女ブランドは薄らいだものの、日本に対する文化に対して変な誤解が根強く、自信満々で言ったつもりが実際は相当異なることから、周りがひっくり返るなど、天然っぷりは随所に見ることができる。
人種差別に対しては、怒りを露わにする。

### 言語能力
当初はアメリカに永住するつもりでいた両親が、ももこの（早くアメリカでの生活に慣れる）ためにと、家でも英語で会話していたことから英語は得意。美空小に転校して来た頃は日本語はほとんど忘れてしまっていたらしく、初登場の時点では簡単で遅い速度の日本語しか理解できなかったが、どれみたちとはインカムでの通訳機能で支障なく会話できた。またどれみたちをはじめとするクラスメイトがももこに合わせて、ゆっくりしゃべることを心掛けたことから徐々に日本語を思い出し、日常生活や学校の授業で支障がないほど話せるようになった（バイリンガル化した）。日本語の読み書きはどれみたちとの協力で徐々にできるようになったが、パニックになると英語しか話さなくなる時がある。時々どこで覚えたのかわからない怪しい日本語や、「アヒャヒャヒャヒャ〜」という独特の笑い声で、周囲を凍りつかせることがある。
なお第6期において、再度日本に戻ってきた時にはニューヨークでベスを通じて仲良くなったサチコちゃんのおかげで、日常生活で支障が出ない程度の日本語の語学力は保てた。しかし、アメリカ暮らしで日常で英語を使っていたこともあり、セリフの最後はほとんどカタカナになっている。また、卒業後、進学のため日本を離れると、漢字を書かないと分かっていても書けないことに気づき、時々は手紙で書くようにしている。
高校卒業後はフランスの製菓専門学校に進学するため、フランス語も勉強している。

### 得意なもの
お菓子作りがうまく、将来何になるかで随分と悩んだが、小学校卒業時点では将来はパティシエになりたいと思っている。算数と体育、ギターも得意。
第6期になると、パティシエになるという明確な目標ができた。小学校卒業後、アメリカで再び渡米後もお菓子作りを続けており、帰国後、その腕を披露しながらさらに磨くべく、MAHO堂を第3期の洋菓子店舗に改装し、また、高校在学中は月替わりのケーキや季節のケーキ（クリスマス・バレンタインなど）を作り、それを楽しみにくる常連客も多くなるほど、お菓子作りの腕は上達している。その上、MAHO堂の売り上げも第3期以上に上がっている描写がある。

### 趣味・嗜好
- 好物はイチゴタルト[23]。3級試験を受けたとき、ゴール目前で出現した大好きなイチゴタルトを追いかけてしまったため不合格になった[24]。
- 時代劇（必殺お仕置き人）が好きで[注 28]、「武士は馬に乗って現れる」からと魔法で馬を呼び出し乗って登場したり[26]、わざわざ桜吹雪模様のTシャツを下に着込んで啖呵をきりながら見せる[26]など、日本文化に対してかなり誤解した憧れを抱いている。また、そんなときはよく「It's Japanese traditional!」と言う。
- 野球が大好きだが、プレーは非常に下手[27]。
- はづきと同じく、オバケ（特にコウモリ、ユーレイ）が苦手。
- はづきがSOS（後に新SOS＋α）のギャグにウケているのに対し、ももこはトヨケンのギャグにウケている[28]。
- 雷様にへそを食べられてしまうと思っている[15]。

### ハナちゃんの「ママ」として（第3期中盤以降）
第2期でハナちゃんが誕生し、必須である1年間の育児期間である第2期はももこが未登場だったことから、育ての母の対象（義務）ではない。
ハナちゃんとの初めての出会いは第3期第7話で、オヤジーデがおんぷの映画をみる口実のもと、ハナちゃんを魔女幼稚園からMAHO堂へ連れ出してきた時だった（その時、どれみたちは魔女界でハナちゃんを探していたため不在）。ももこもハナちゃんの存在は前回でどれみたちから聞いて知っており、彼女たちが見つけるまでの間、無理やりながら初対面のハナちゃんの世話をすることになる。育児の経験はないがそれなりに世話はできていた。しかし、ハナちゃんは苦手なでんぐり返しを試みるも失敗し、ママのことを思い出し泣き出した上に、どれみ型のお菓子を出現させる魔法を使ってしまった。その後どれみたちがハナちゃんを見つけ出した後、魔女幼稚園に戻す前に髪型を変え、苦手だったでんぐり返しができるようになった。それにより、魔女幼稚園の定期面会が許されるようになり、面会日には第2期での育ての母（どれみ・はづき・あいこ・おんぷ）と一緒に面会に行っている。
第30話でハナちゃんが再び人間界で暮らすことになり、当番制でハナちゃんの面倒を見ることになったが、ももこは当番日まで必死に育児の勉強を行う。第32話でももこがハナちゃんのママ当番の日となり、特訓の成果をハナちゃんに注ぐが、ママ初心者なゆえ苦戦する。その上、おやつのプリンをあげた後、ハナちゃんのワガママをつい聞いてしまった結果、プリンを3個もあげてしまう。その日の晩、ハナちゃんはプリンの食べ過ぎによりお腹を壊してしまった。翌朝、ももこがそのことを話すと、どれみたちから怪訝な顔で「ママ失格」と厳しい評価を下す。そのことがショックでももこは泣き出し、MAHO堂を飛び出してしまうが、自分の失敗を振り返り「わからないことは勉強すればいい！」とすぐさま発奮して猛勉強を始める。母親としての勉強を必死にやっている姿を見ていたおんぷがももこの元に行き、落ち込むももこに「これくらいで弱気になるようなら子育ては無理」とあえて厳しい言葉をかけつつ。かつておんぷも「仕事の都合もあり、主に夜遅くしかハナちゃんの育児ができなかったが、自分ができることをハナちゃんにしてあげれば、ハナちゃんはそれを受け取ってくれる。そう信じてやってきた」ことを伝え、3人からのメッセージが入ったレシピブックを渡されたことでハナちゃんの看病をすることを申し出る。懸命な看病の結果、ハナちゃんは回復し、以降5人目のママとして「もも」と呼ぶようになる。

### 親友・クラスメイト
アメリカでの一番の親友は黒人少女のベスで、彼女からギターを教わった。玉木麗香に対しては当初「マジョモンローの形見のピアスを校則違反だと指摘されたこと」「ニューヨーク時代にライバルだったメアリーに容姿がそっくりなこと」「親友のベスに対して人種差別的な発言をされたこと」からよく思っていなかったが、のちに仲良くなった。ほかには、よく何か一つの物事に打ち込んでいる男の子（剣道の岡島小太郎、自分探しの菊池はじめ、野球の高木まなぶ、そして秘密基地騒動のころの宮前空も）を気に入って応援してあげていた。
横川信子・丸山みほ作の漫画では、「スーパーももこ」という姿で登場した。作画はアメコミ風だった。

### 異性関係
剣道の対抗戦のとき、練習で岡島にケガをさせてしまった。しかし、それでも勝利した岡島の頬にキスをした。
魔法で猫になった際、名前が似ているオスの「モモ」という猫に一発で惚れられた。
第6期では、MAHO堂の近所にオープンした「Eugen美空店」のショコラティエ、清水藍に恋心を抱くようになるが、かつての恋人が藍を追いかけて日本にきてしまう。その思いを知った時に恋心が失せたが、友人関係という形で足しげく藍のところに行き、パティシエの技術を得ていくようになる。